# مراكز الحقن الخاضعة للإشراف

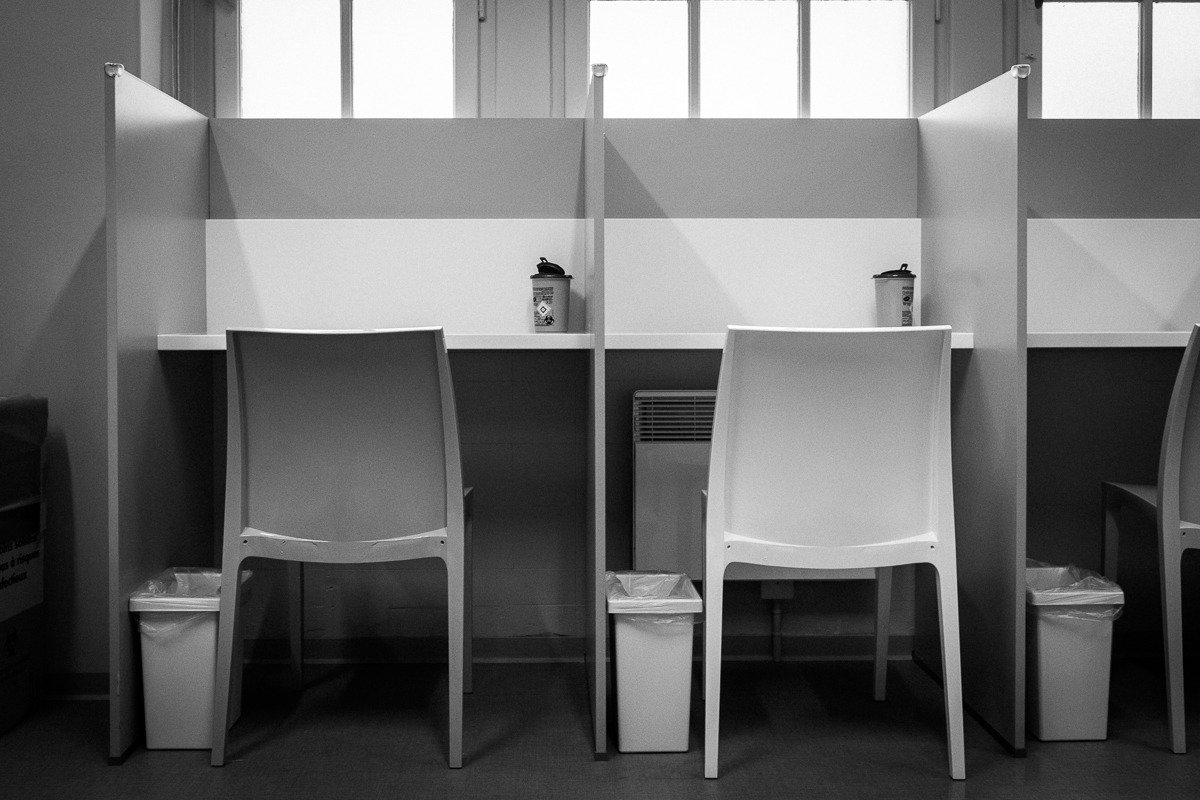

مراكز الحقن الخاضعة للإشراف، منشآت خاضعة للإشراف الطبي مصممة لتوفير بيئة صحية يسمح فيها لمدمني المخدرات بتعاطي العقاقير غير المشروعة عن طريق الوريد. تعتمد شرعية مثل هذه المرافق على الموقع والاختصاص السياسي. تعد مراكز الحقن الخاضعة للإشراف جزءاً من نهج الحد من الضرر المتعلق بمشاكل المخدرات. توفر هذه المرافق معدات الحقن المعقمة ومعلومات حول الأدوية والرعاية الصحية الأساسية وطرق العلاج وكيفية التواصل مع الطاقم الطبي. تحظر معظم المراكز بيع أو شراء العقاقير ضمن المنشأة.

## المصطلح
تُعرف مراكز الحقن الخاضعة للإشراف بعدة أسماء أيضاً: كمراكز الوقاية من الجرعة الزائدة، ومراكز الحقن الآمن، وغرف الإصلاح، ومرافق الحقن الأكثر أماناً، ومرافق استهلاك المخدرات.

## المنشآت

### أستراليا
ظهرت مراكز شبيهة في أستراليا منذ فترة طويلة، وكان هناك العديد من المنشآت غير المشروعة للربح في سيدني خلال تسعينيات القرن الماضي. فرَّق الباحثون بين تلك المراكز في أستراليا وبين مراكز الحقن الخاضعة للإشراف، لأن مالكي المراكز الأسترالية لا يهتمون كثيراً بصحة عملائهم، لكن مرافق الحقن الحديثة الخاضعة للإشراف هي خدمة صحية ورفاهية يُشرف عليها طاقم محترف. وعلى كل حال يُعرف القانون الأسترالي مراكز الحقن الخاضعة للإشراف بأنها منشآت خاضعة للإشراف القانوني مُصممة لتقليل المشاكل الصحية والقانونية المرتبطة بتعاطي المخدرات من خلال الحقن.

### أوروبا
ظهر أول مركز مزود بطاقم محترف جرى فيه حقن المخدرات في هولندا خلال أوائل السبعينيات كجزء من خدمات شبابية تقدمها كنيسة القديس بولس في روتردام، ومع تطور هذه الخدمة ظهر مركزان يقدمان الرعاية الصحية الأساسية والغذاء وخدمة غسيل الملابس للمتعاطين، وكان أحد المراكز رائداً في توفير تبادل الإبر، والغرض منه تحسين الوظيفة النفسية وصحة العملاء. تلقت المراكز بعض الدعم من مسؤولي تطبيق القانون والحكومات المحلية، على الرغم من عدم الموافقة عليها رسمياً حتى عام 1996.
افتُتح أول مركز استهلاك خاضع للإشراف «وفق النظام الحديث» في برن، سويسرا في يونيو 1986 كجزء من مشروع مكافحة فيروس نقص المناعة البشرية، وتمثلت الخدمات الرئيسية لهذا المركز بتقديم وجبات بسيطة ومشروبات وتوفير معلومات عن الجنس الآمن والاستخدام الآمن للمخدرات والواقي الذكري والإبر النظيفة. لم يكن في المركز غرفة حقن أصلاً، ومع ذلك فقد بدأ متعاطو المخدرات باستخدام المنشأة لهذا الغرض، وسرعان ما أصبح هذا الجانب هو الأكثر جاذبية في المركز، وبعد مناقشات مع الشرطة والسلطة التشريعية تحول المرز إلى أول منشأة تعاطي مخدرات خاضعة للإشراف بشرط عدم قبول أي شخص دون سن 18 عاماً.
ظهرت تسهيلات قانونية إضافية في مدن أخرى في سويسرا وألمانيا وهولندا خلال التسعينيات، وفي العقد الأول من القرن الحادي والعشرين افتتحت مراكز مماثلة في إسبانيا ولوكسمبورغ والنرويج وكندا وأستراليا. دفع فساد الشرطة وجرائم الشوارع في منطقة كينغز كروس في سيدني، لجنة وود الملكية إلى التوصية بافتتاح منشأة للحقن في المنطقة، وافتتح مركز حقن تحت الإشراف الطبي في سيدني في مايو 2001.
تطورت أغلب مراكز الحقن في أوروبا من منشآت ومرافق أخرى، مثل المراكز الاجتماعية والمنشآت الطبية المختلفة أو حتى مأوى للمشردين، ومن الطبيعي أن تختلف درجة ونوعية الإشراف الفعلي عليها والخدمات المقدمة فيها.
كان هناك 92 منشأة تعمل في 61 مدينة أوروبية في بداية عام 2009، منها 30 مدينة في هولندا و16 مدينة في ألمانيا و8 مدن في سويسرا. أقرت الدنمارك قانوناً يسمح للبلديات بإنشاء «مراكز إصلاح» في عام 2012، وبحلول نهاية عام 2013 كان هناك ثلاث مراكز مفتوحة في الدنمارك، وعلى كل حال تبقى المراكز الموجودة في كندا وأستراليا أفضل من نظيرتها الأوروبية، لأنها أقيمت كمشاريع علمية رائدة، تتبع النهج الطبي السريري، وتوفر إشرافاً حقيقياً مع طاقم عمل مجهز ومدرب على إعطاء الأكسجين أو حقن النالوكسون في حالة تناول جرعات زائدة من الهيروين أو المواد المخدرة الأخرى.

### أمريكا الشمالية

#### كندا
هناك 39 مركز حقن خاضع للإشراف مصرحٌ بها من قبل الحكومة الكندية بتاريخ يوليو 2019، 19 منها في أونتاريو و9 في كولومبيا البريطانية و7 في ألبرتا و4 في كيبيك. يمنح القانون الجنائي الكندي عفواً على المواد الخاضعة للرقابة داخل هذه المراكز، وفي أغسطس 2020 أغلق أكبرمركز حقن خاضع للإشراف في أمريكا الشمال يقع في ليثبريدغ، ألبرتا وذلك بعد فترة وجيزة من إلغاء المقاطعة لمنحتها المقدمة للمركز بسبب سوء استخدام أموال المنحة، ثم أعيد فتح المركز في فبراير 2018، وبعد ثلاثة أسابيع من إعادة الافتتاح أكدت سلطات المدينة حدوث انخفاض بنسبة 36% في الطلبات المتعلقة بالمواد الأفيونية للخدمات الطبية الطارئة.
بلغت تكلفة كل فرد واحد في مراكز الحقن الخاضعة للإشراف 600 دولار كندي، باستثناء مركز ليثبريدغ التي كانت تكلفة كل فرد فيها 3200 دولار.
بدأ مجموعة من الناشطين في ليثبريدغ في سبتمبر 2020 باستضافة مدمنين في خيمة عامة دون الحصول على أي ترخيص. أعلنت شرطة المدينة أنها ستعتقل القائمين على هذه الخيمة بتهمة حيازة المخدرات، لأن العفو لا ينطبق على المراكز غير المصرح بها. كان افتتاح هذه الخيمة لاستهلاك المخدرات مثيراً للجدل لدرجة أنها أصبحت موضوعاً للنقاش في اجتماع مجلس المدينة.

#### الولايات المتحدة
لم يعد يسمح بأي مراكز حقن خاضعة للإشراف في الولايات المتحدة بحلول يوليو 2020. ذكرت مجلة نيو إنغلاند جورنال أوف ميديسين الصادرة في يوليو 2020 أن العديد من مراكز الحقن تعمل بشكل سري في الولايات المتحدة، وقد حقن منذ 2014 أكثر من 10000 جرعة من العقاقير غير المشروعة على مدى خمس سنوات.
تتواجد العديد من مراكز الحقن السرية في الولايات المتحدة منذ سنوات، كان هناك منشآت غير مشروعة للربح في مدينة نيويورك خلال الثمانينيات، ويُعتقد أنَّ أول مركز حقن خاضع للإشراف مرخص قد أنشئ في الولايات المتحدة في يناير 2019 في فيلادلفيا، وكان من المتوقع افتتاحه في فبراير 2020، لكنه واجه معارضة قوية من السكان القريبين من الموقع، وأقنعوا مالك المبنى بسحب عرض الإيجار.
خطط ناشطون لإنشاء العديد من المواقع الأخرى في سان فرانسيسكو ونيويورك وسياتل ودنفر وبوسطن، ودعم سياسيون في بورتلاند إنشاء مركز حقن في المدينة. رفعت وزارة العدل الأمريكية دعوى مدنية ضد منظمة سيف هاوس غير الربحية في فيلادلفيا في فبراير 2019 لمنع افتتاحها، وفي المقابل رفعت منظمة سيف هاوس منظمة غير الربحية دعوى مضادة ضد الحكومة الأمريكية بحجة أن عمليتها المقترحة هي تدخل طبي مشروع، وليست مراكز مخدرات غير مشروع.
وافق مجلس مدينة دنفر في نوفمبر 2018 على برنامج تجريبي لمركز حقن آمن بأغلبية 12 صوتاً مقابل صوت واحد. أصدر مكتب دنفر الميداني التابع لإدارة مكافحة المخدرات ومكتب المدعي العام للولايات المتحدة لمنطقة كولورادو بياناً مشتركاً يفيد بأن تشغيل هذه المراكز غير قانوني بموجب القانون الفيدرالي، إذ تحظر المادة 21 من القانون الجنائي استخدام أي مبنى بهدف استخدام أي مواد غير شرعية.